# Paulin Lemaire
Paulin Alexandre Lemaire (Maubeuge, Nord, 18 de desembre de 1882 – ?) va ser un gimnasta artístic francès que va competir a començaments del segle xx.
El 1908 va prendre part en els Jocs Olímpics de Londres, on disputà el concurs complet individual del programa de gimnàstica.
El 1920, un cop finalitzada la Primera Guerra Mundial, va disputar els Jocs d'Anvers, on guanyà la medalla de bronze en el concurs complet per equips del programa de gimnàstica.